# Coteaux calcaires riches en chiroptères des environs de Montoire-sur-le-Loir
Coteaux calcaires riches en chiroptères des environs de Montoire-sur-le-Loir este o arie protejată (sit de importanță comunitară — SCI) din Franța întinsă pe o suprafață de 28,5 ha, integral pe uscat.

## Localizare
Centrul sitului Coteaux calcaires riches en chiroptères des environs de Montoire-sur-le-Loir este situat la coordonatele 47°46′37″N 0°47′37″E / 47.777°N 0.79355°E.

## Înființare
Situl Coteaux calcaires riches en chiroptères des environs de Montoire-sur-le-Loir a fost declarat arie specială de conservare în baza directivei 92/43 din 1992 referitoare la conservarea habitatelor naturale și a faunei și florei sălbatice pentru a proteja 6 specii de animale.

## Biodiversitate
Situată în ecoregiunea atlantică, aria protejată conține 2 habitate naturale: Pajiști uscate seminaturale și facies de acoperire cu tufișuri pe substraturi calcaroase (Festuco-Brometalia) (* situri importante pentru orhidee), Peșteri inaccesibile publicului.
La baza desemnării sitului se află mai multe specii protejate de  mamifere (6): liliac cârn (Barbastella barbastellus), liliac cu urechi mari (Myotis bechsteinii), liliac cărămiziu (Myotis emarginatus), liliac comun (Myotis myotis), liliacul mare cu potcoavă (Rhinolophus ferrumequinum), liliacul mic cu potcoavă (Rhinolophus hipposideros).
Pe lângă speciile protejate, pe teritoriul sitului au mai fost identificate 3 specii de plante, 3 specii de mamifere.